# هاري هولتزمان
هاري هولتزمان (بالإنجليزية: Harry Holtzman)‏ هو رسام وفنان أمريكي، ولد في 8 يونيو 1912 في نيويورك في الولايات المتحدة، وتوفي في 25 سبتمبر 1987 في لايم في الولايات المتحدة.